# Louis Zutter
Louis Zutter   (Les Ponts-de-Martel, 2 de desembre de 1865 - Boudry, 10 de novembre de 1946) fou un gimnasta artístic suís, guanyador de tres medalles olímpiques i primer campió olímpics suís.

## Biografia
Va néixer el 2 de desembre de 1865 a la ciutat de Les Ponts-de-Martel, població situada al cantó de Neuchâtel. El 1893 la seva família s'instal·là a la ciutat de Patras (Grècia) a l'esdevenir el seu pare entrenador del Panachaikos Gymnastikos Syllogos. Durant la Guerra Greco-Turca (1897) la seva família hagué d'abandonar el país i retornà a Suïssa.
Va morir el 10 de novembre de 1946 a la ciutat de Boudry, població situada també al cantó de Neuchâtel.

## Carrera esportiva
Va participar, als 30 anys, en els Jocs Olímpics d'Estiu de 1896 realitzats a Atenes (Grècia), on va aconseguir guanyar la medalla d'or en la prova individual de cavall amb arcs i la medalla de plata en la prova de salt sobre cavall i barres paral·leles individual. Així mateix participà en la prova de barra fixa, on no tingué èxit.